# Камера сенсорної депривації

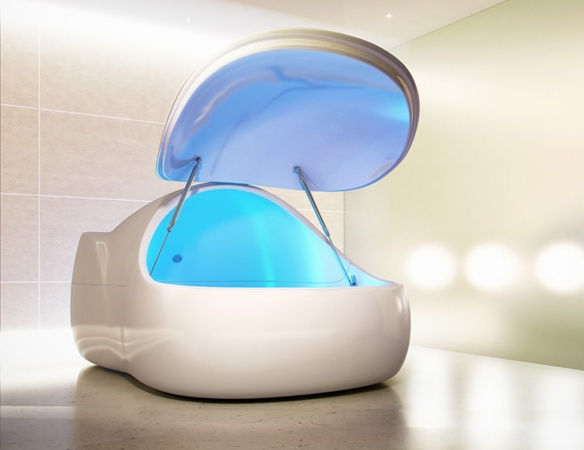
Сучасна камера сенсорної депривації

Камера сенсорної депривації — звуко- та світлонепроникний бак, де людина плаває в солоній воді, щільність якої дорівнює щільності тіла і температура якої дуже близька до температури тіла. Така камера була вперше використана Джоном Ліллі в 1954 році для вивчення ефектів сенсорної депривації. Такі камери також використовуються для медитації, розслаблення і в нетрадиційній медицині.

## Історія
Вперше камера сенсорної депривації була використана Джоном Ліллі для вивчення ефектів сенсорної депривації.
Джон Ліллі, практикуючий лікар і нейропсихолог, у процесі вивчення психоаналізу в Національному інституті психічного здоров'я почав проводити експерименти з фізичною ізоляцією. У той час у нейрофізіології стояло питання про те, що потрібно мозку для роботи та звідки він бере енергію. Одна з думок полягала в тому, що джерело енергії є біологічним і внутрішнім, тобто не залежить від довкілля, інша, що якщо всі стимули прибрати, то мозок засне. Ліллі вирішив перевірити цю гіпотезу, створивши середовище, повністю ізольоване від зовнішніх впливів, і почав досліджувати свідомість і її зв'язок з мозком. Він розробив проєкт камери для сенсорної депривації, у 1954 році створив першу таку камеру і відразу ж почав її використовувати. У той час він також займався дослідженнями ЛСД та низки інших речовин і їхній впливу на свідомість. Лікар використовував камеру для посилення їхнього ефекту.
Наприкінці 1970-х років можливості терапевтичного застосування камер сенсорної депривації вивчали Пітер Сьюдфелд та Родерік Боррі з Університету Британської Колумбії. Їхня техніка отримала назву «Терапія обмеженої стимуляції середовищ» (Restricted Environmental Stimulation Therapy, REST).

## Альтернативна медицина
Камера сенсорної депривації сягає корінням в альтернативну медицину, де її використання та популяризація відбувалися здебільшого поза науковими рамками. Ранні наукові дослідження щодо використання цих камер були зупинені «політичними активістами, [які] розглядали сенсорну депривацію як аналогію одиночному ув'язненню та тортурам». Внаслідок цього з'явились низка «ворожих публікацій у популярних ЗМІ та професійних журналах [і] реальне фізичне насильство проти дослідників».
Сенсорна депривація широко рекламується як форма альтернативної медицини, яка має низку переваг для здоров'я, але твердження часто перебільшені та погано підтверджені. Попри відсутність наукової підтримки, люди звертаються до сенсорної депривації при багатьох захворюваннях, зокрема м'язова напруга, хронічний біль, гіпертонія, ревматоїдний артрит, ПМС.

## Використання камери відомими людьми
Досвід перебування в камері сенсорної депривації знаменитого фізика Річарда Фейнмана описаний у книзі «Та ви жартуєте, містере Фейнман!». Фейнман отримав запрошення від Джона Ліллі після того, як останній послухав лекцію Фейнмана з квантової механіки.
Актор Ніколас Кейдж провів деякий час у камері сенсорної депривації для того, щоб вивчити почуття клаустрофобії, під час підготовки до фільмування у «Всесвітньому торговому центрі». Його герой, сержант поліції, був похований у завалах ВТЦ.
Використовував камеру й срібний призер Олімпійських ігор 2004 та 2008 років чемпіон світу у залах 2008 року легкоатлет Філліпс Ідову. Рік, що передував іграм, він провів у боротьбі з травмою спини, і сенсорна депривація цілком себе виправдала.